# 庫巴爾
13°2′0″S 14°15′0″E / 13.03333°S 14.25000°E

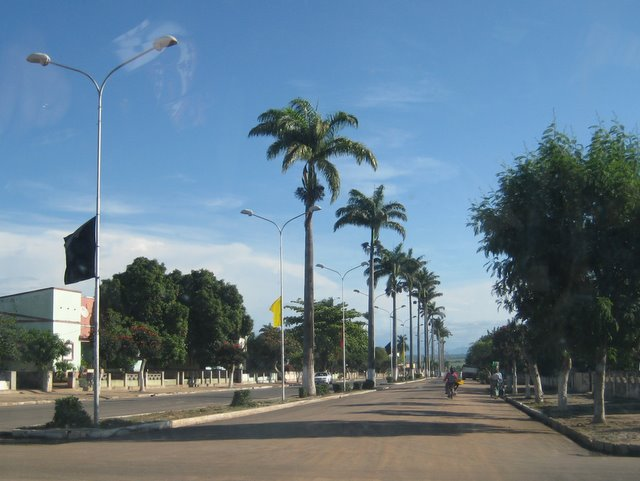
庫巴爾

庫巴爾（葡萄牙語：Cubal），是位於安哥拉西部的城鎮，由本吉拉省負責管轄，處於本吉拉以東約150公里，面積4,794平方公里，2014年人口306,000，人口密度每平方公里64人。